# Harmon Hotel
Het Harmon Hotel was een onvoltooid project van het CityCenter. Het gebouw stond aan de Strip in Las Vegas, Nevada, Verenigde Staten en was eigendom van MGM Resorts International en Infinity World Development. Het gebouw is ontworpen door Foster + Partners en zou, wanneer het voltooid zou worden, beheerd worden door The Light Group. Het project werd echter nooit voltooid, omdat er tijdens de bouw verschillende constructiefouten werden gevonden.

## Geschiedenis

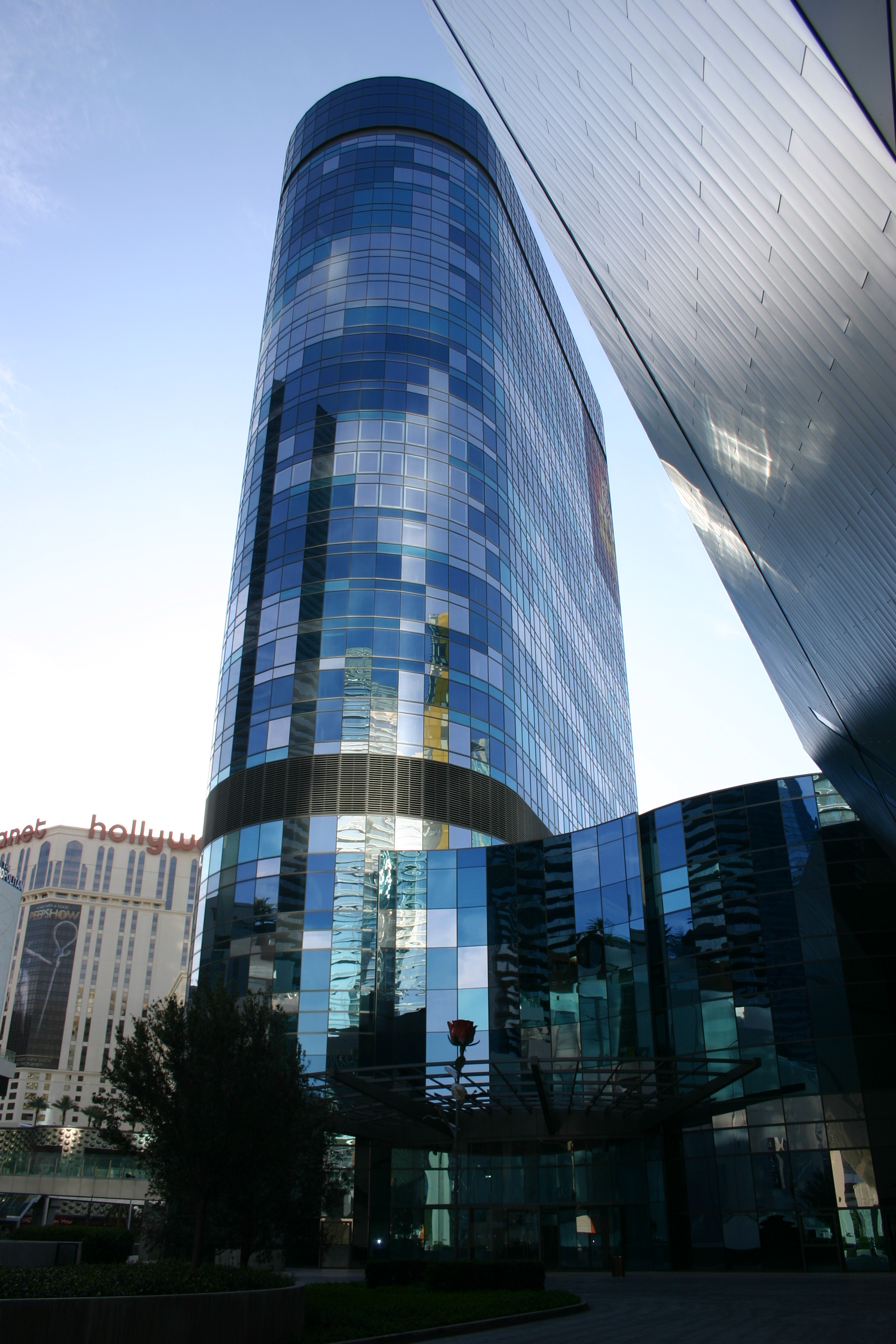
Het Harmon Hotel gezien vanuit de achterkant.

### De bouw
In 2004 werden de plannen voor het CityCenter aangekondigd, hierbij werd ook het Harmon Hotel aangekondigd. Nadat alle plannen uitgewerkt waren, werd er in 2006 begonnen met het prepareren van de grond zodat op 26 juni 2006 het eerste beton kon worden gegoten.
In eerste instantie zou het hotel 'Lifestyle Hotel' en later 'The Harmon Hotel, Spa & Residences' gaan heten voordat het werd omgedoopt tot het Harmon Hotel. In dezelfde bouwplannen zou het hotel 400 hotelkamers krijgen en daarnaast nog 207 appartementen, al deze kamers zouden in een 49 verdiepingen hoog gebouw worden gehuisvest. Daarnaast zou het zwembad boven op het dak van het hotel moeten komen.

### Constructiefouten
Eind 2008 werd het werk aan het Harmon Hotel stopgezet nadat er verschillende constructiefouten waren gevonden. Er zouden verschillende problemen zitten in de wapening. Deze vondsten werden gedaan nadat al 15 verdiepingen aan de binnenkant ingestort waren. Naar aanleiding van de ontdekking werd besloten om in plaats van de 49 verdiepingen maar 28 verdiepingen te bouwen en daarbij alleen de vierhonderd hotelkamers te realiseren.
Door alle veranderingen aan het design raakte de planning voor het Harmon Hotel achter op de andere projecten van het CityCenter. Het hotel zou pas eind 2010 opengaan waar de rest van het CityCenter al in 2009 open zou gaan. Daarna is besloten dat het hotel zijn deuren nooit zal openen.
Ook werd er bekendgemaakt dat het Harmon Hotel vanwege alle omstandigheden zal worden afgebroken, dit zal eind 2012 gaan gebeuren.
In mei 2014 is men begonnen met steigers te plaatsen om de voorbijgangers te beschermen tijdens de afbraak. In de hierop volgende maanden werd het gebouw stuk voor stuk ontmanteld. De afbraak is voltooid in de herfst van 2015. De kosten van het afbreken worden geschat op $11.5 miljoen.
Een rechtszaak tussen CityCenter en de bouwers werd uiteindelijk geschikt.

## Ligging
Het Harmon hotel maakt onderdeel uit van het CityCenter en ligt samen met andere gebouwen van het CityCenter aan de Las Vegas Strip. Het Harmon hotel ligt tussen het Cosmopolitan (noorden) en The Crystals (zuiden) in. Achter het hotel ligt het hoofdgebouw van het CityCenter, het Aria,